# Площадь В. Кудирки
Пло́щадь В. Куди́рки (площадь В. Кудиркос, площадь Винцаса Кудирки, лит. Vinco Kudirkos aikštė, V. Kudirkos aikštė) — площадь в центре Вильнюса, сформировавшаяся в XIX веке, ограниченная проспектом Гедимино с северной стороны и улицей Вильняус с западной. Занимает площадь в 1,4 га. На площади, северную сторону которой замыкает здание Правительства Литвы, проходят официальные мероприятия и митинги.

## Название
Во второй половине XIX века прежняя Сенная площадь называлась Георгиевским сквером. В межвоенные годы площадь носила имя писательницы Элизы Ожешко. После Великой Отечественной войны площадь стала называться площадью Черняховского. В 1989 году площадь была переименована в площадь Савивальдибес („Savivaldybės aikštė“, то есть площадь Самоуправления), поскольку в соседнем здании (занятого в 1960-е—1970-е годы Центральным Комитетом Коммунистической партии Литвы) к тому времени располагалось самоуправление города Вильнюса. В 2007 году площадь была переименована в площадь Винцаса Кудирки, деятеля литовского национально-освободительного движения и автора литовского гимна.

## История
Во времена Великого княжества Литовского территория современной площади была предместьем города. В XVI — первой половине XIX века в этой мало застроенной местности доминировал костёл Святого Георгия (неподалеку от северо-западного угла современной площади), перед которым издавна действовал рынок сена и соломы; часть современной площади занимал сад. Когда в 1836 году был проведён Георгиевский проспект, образовалась Георгиевская площадь, или площадь Святого Георгия. Рынок сена и соломы действовал до 1837 года. С его упразднением на площади был устроен обсаженный деревьями сквер. Около 1850 года в сквере был выстроен большой деревянный манеж для военного учения зимой; летом манеж служил для представлений и концертов.
В 1863—1865 годах на площади была сооружена часовня Александра Невского, посвящённая памяти солдат и офицеров, погибших при усмирении польского мятежа 1863 года.
В 1904 году часовня пострадала от взрыва и была реставрирована. В 1918 или 1919 году часовня была разрушена революционно настроенными рабочими. На её месте был сооружён фонтан-памятник писательнице Элизе Ожешко, который отличался тем, что никогда не работал. По другим сведениям, в центре площади Ожешко была выкопана и забетонирована яма для бассейна фонтана, но сам фонтан не был запущен. В период между двумя мировыми войнами пространство вокруг площади было застроено.
В 1945 году фонтан был ликвидирован и на площади были торжественно похоронены останки генерала армии И. Д. Черняховского, погибшего 18 февраля 1945 года в Восточной Пруссии (летом 1944 года войска под командованием Черняховского освободили Вильнюс от немецко-фашистских захватчиков) . Рядом с могилой был возведён высокий обелиск. В конце 1950 года на месте обелиска рядом с гранитной надгробной плитой был открыт памятник генералу И. Д. Черняховскому, выполненный по проекту скульптора Н. В. Томского и архитектора Л. Голубовского. В 1976 году площадь была реконструирована.
В 1989 году площадь была переименована из площади Черняховского в площадь Самоуправления („Savivaldybės aikštė“). В 1993 году прах Черняховского был перезахоронен на Новодевичьем кладбище в Москве, памятник перевезён в Воронеж.
При реконструкции площади в 2002 году под ней была оборудована подземная стоянка для автомобилей. В 2007 году площадь была переименована в площадь Винцаса Кудирки. 5 июля 2009 года на площади был торжественно открыт памятник Кудирке (скульптор Арунас Сакалаускас, архитектор Ричардас Криштапавичюс) .

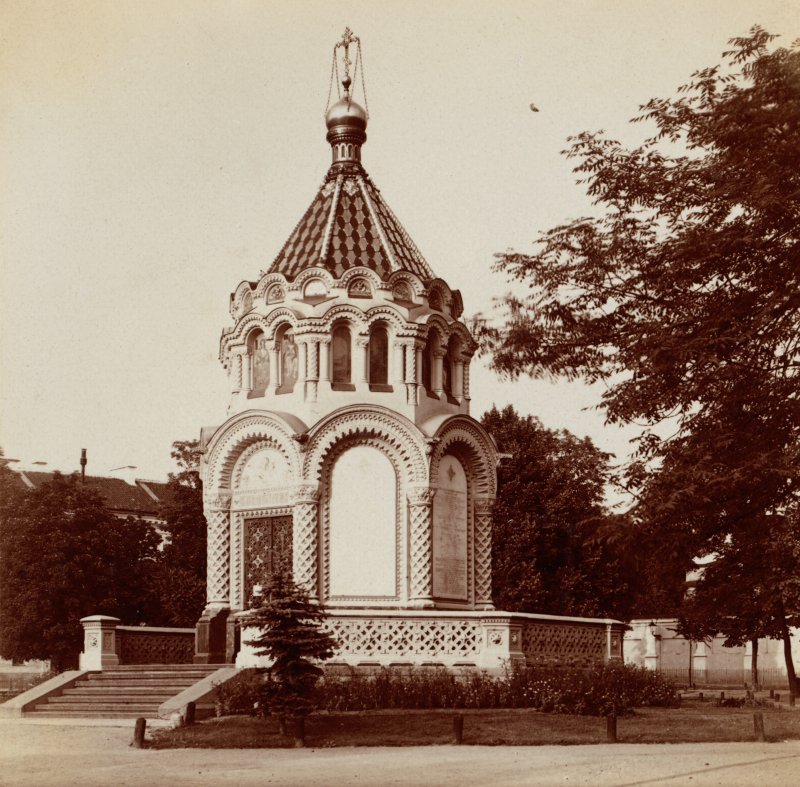
Часовня Александра Невского
Памятник Черняховскому
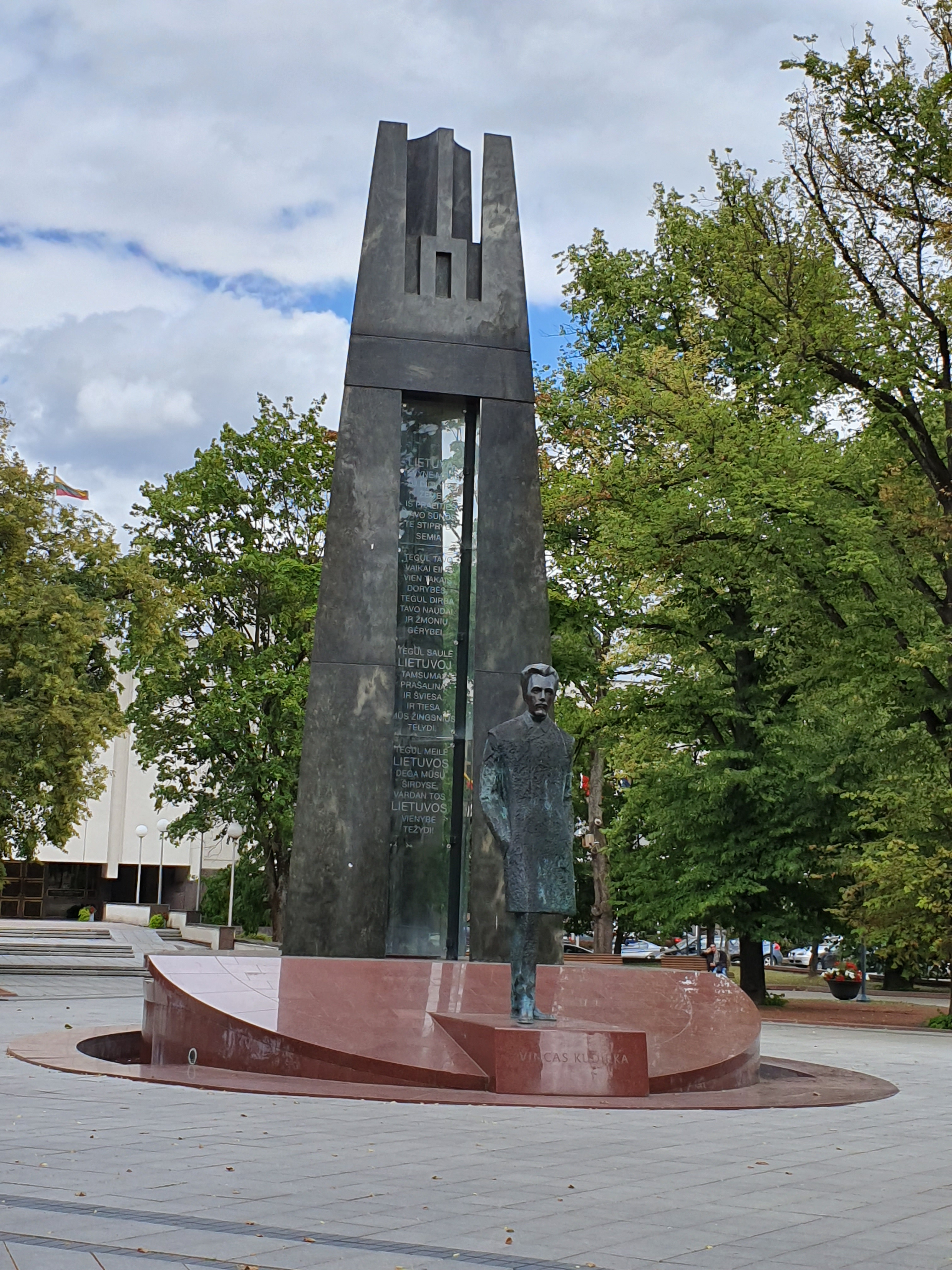
Памятник Винцасу Кудирке